# Callopanchax monroviae
Callopanchax monroviae е вид лъчеперка от семейство Nothobranchiidae. Видът е уязвим и сериозно застрашен от изчезване.

## Разпространение и местообитание
Разпространен е в Либерия.
Обитава крайбрежията на сладководни басейни, реки и потоци.

## Описание
На дължина достигат до 8 cm.